# Jiaogulan

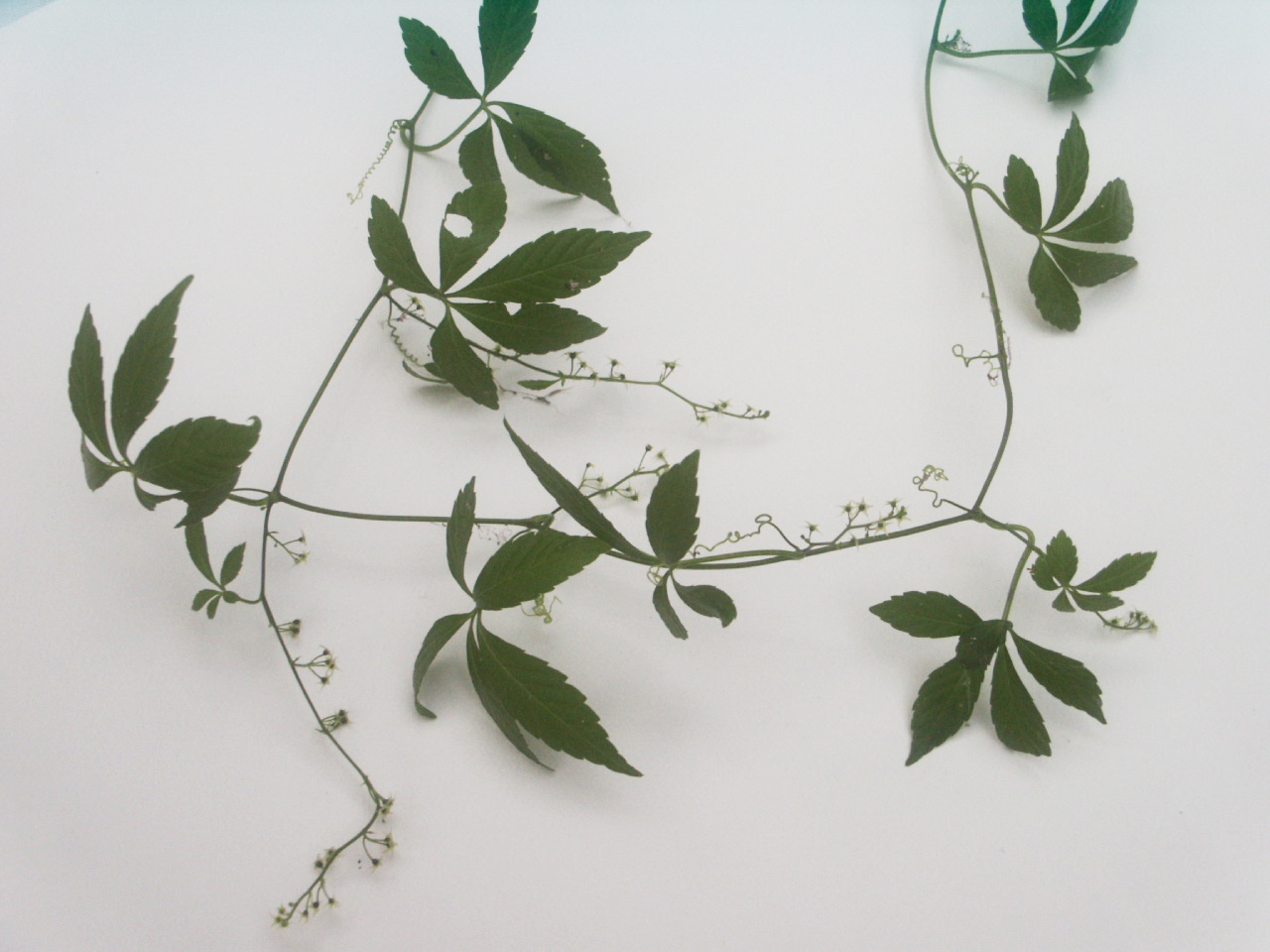
Stengel met bladeren, bloesems en ranken

Jiaogulan 绞股蓝 (Gynostemma pentaphyllum) is een klimplant uit de komkommerfamilie (Cucurbitaceae) die in Zuidoost-China, Japan en Thailand in het wild voorkomt. Het is van oudsher een belangrijke plant in de traditionele Chinese geneeskunde. De plant staat in de belangstelling van onderzoekers vanwege zijn geneeskrachtige eigenschappen, die verwant zijn aan de eigenschappen van ginseng.

## Geschiedenis
C.J. Blume, een vooraanstaande botanicus, van wie zijn vader Duits was en zijn moeder Nederlands was, komt in dienst van de Hortus Botanicus te Leiden Holland, om de planten van Nederlands Indië in kaart te brengen vertrok hij op 1819 naar Java. Tijdens zijn verblijf daar ontdekte hij meer dan 700 plantengeslachten en ongeveer 2400 soorten, die tot 170 verschillende planten families behoren. Gezien het grote aantal nieuw ontdekte planten is het begrijpelijk dat niet al zijn ontdekkingen meteen duidelijk geïndexeerd en benoemd konden worden. Een van de door hem benoemde soorten is Gynostemma Pedata, die hij in 1825 beschreef.
Het is duidelijk wanneer men de kenmerken van de bladeren  Pedata en Pentaphyllum vergelijkt, dat het om het hetzelfde geslacht gaat: ontdekt en beschreven door Blume in 1925 en veel later (+37 jaar) noemde Makino exact dezelfde soort: 'Gynostemma Pentaphyllum'. (1902). Klik de link voor vergelijkings fotos uit het manuscript "Flora of Dutch Indie”.

## Bijnamen
De plant is regionaal bekend onder verschillende namen en bijnamen. De plant wordt in de Chinese provincie Guizhou het 'kruid der onsterfelijkheid' genoemd, omdat het hoge aantal honderdjarigen in de regio aan het dagelijks gebruik van theebereidingen met dit geneeskruid wordt toegeschreven. Ook wordt de plant soms 'vijfbladige ginseng' genoemd, hoewel zij nauwelijks verwant is met de echte ginseng. In Japan wordt de thee vanwege zijn enigszins zoete smaak Amachazuru Sweet Tea genoemd.

## In de tuin
Jiaogulan kan buiten en binnen als klimplant en als hangende plant gehouden worden. Wanneer zij buiten staat verliest ze in het koude seizoen haar bovengrondse delen. Ze neemt genoegen met een plaats in de volle grond in de halfschaduw en met normale potgrond, die af en toe bijgemest wordt. De snelgroeiende plant kan men gemakkelijk vermeerderen door te stekken. Vermeerdering uit zaad is moeilijk want de kiemduur is zeer lang en vereist een constante temperatuur van boven de twintig graden Celsius.

## Inhoudstoffen en effecten
De inhoudstoffen van de plant staan bekend als adaptogeen en antioxidiant. Ook een cholesterolverlagend effect is vastgesteld. Deze effecten zijn interessant voor de kruidengeneeskunde en zijn toe te schrijven aan de saponinen die lijken op de ginsenosiden van ginseng.

## Gebruik
De bladeren en eventueel ook de stengels zijn eetbaar als groente of salade en smaken enigszins naar zoethout. Thee kan op de gebruikelijke wijze gemaakt worden van verse of gedroogde bladeren. Verpakte thee is in Nederland hier en daar verkrijgbaar, waarbij het raadzaam is goed op de verpakkingsdatum te letten.

## Afbeeldingen

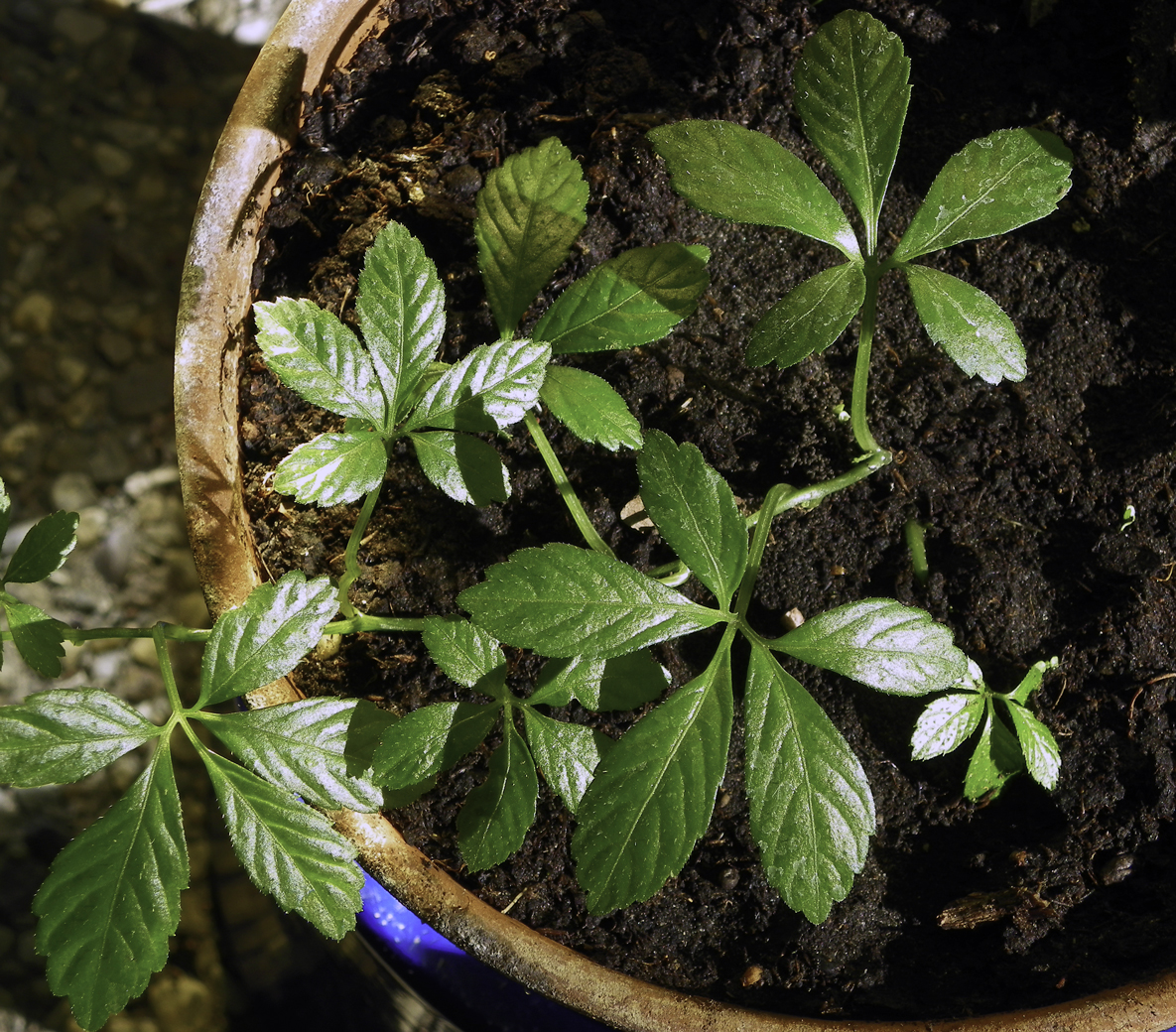
Stekken
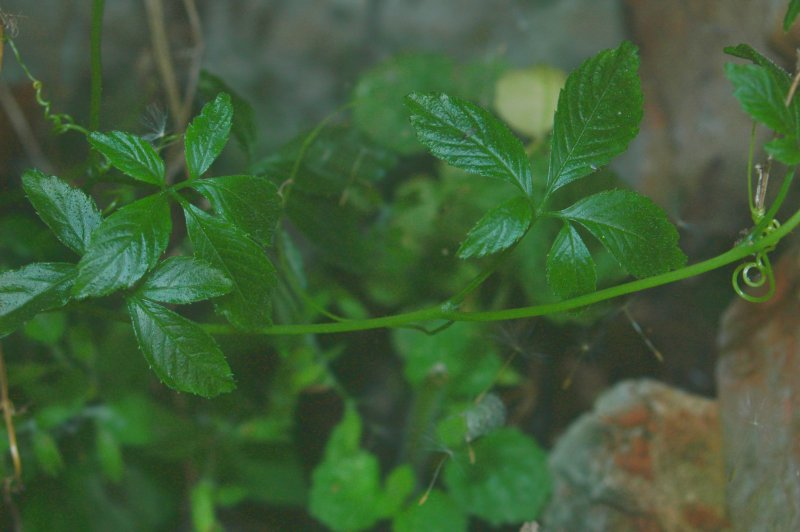
Klimplant
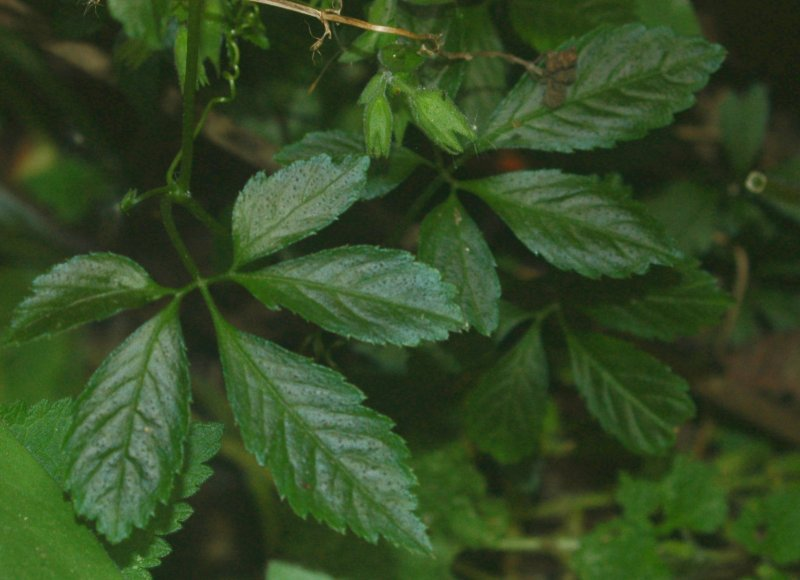
Blad
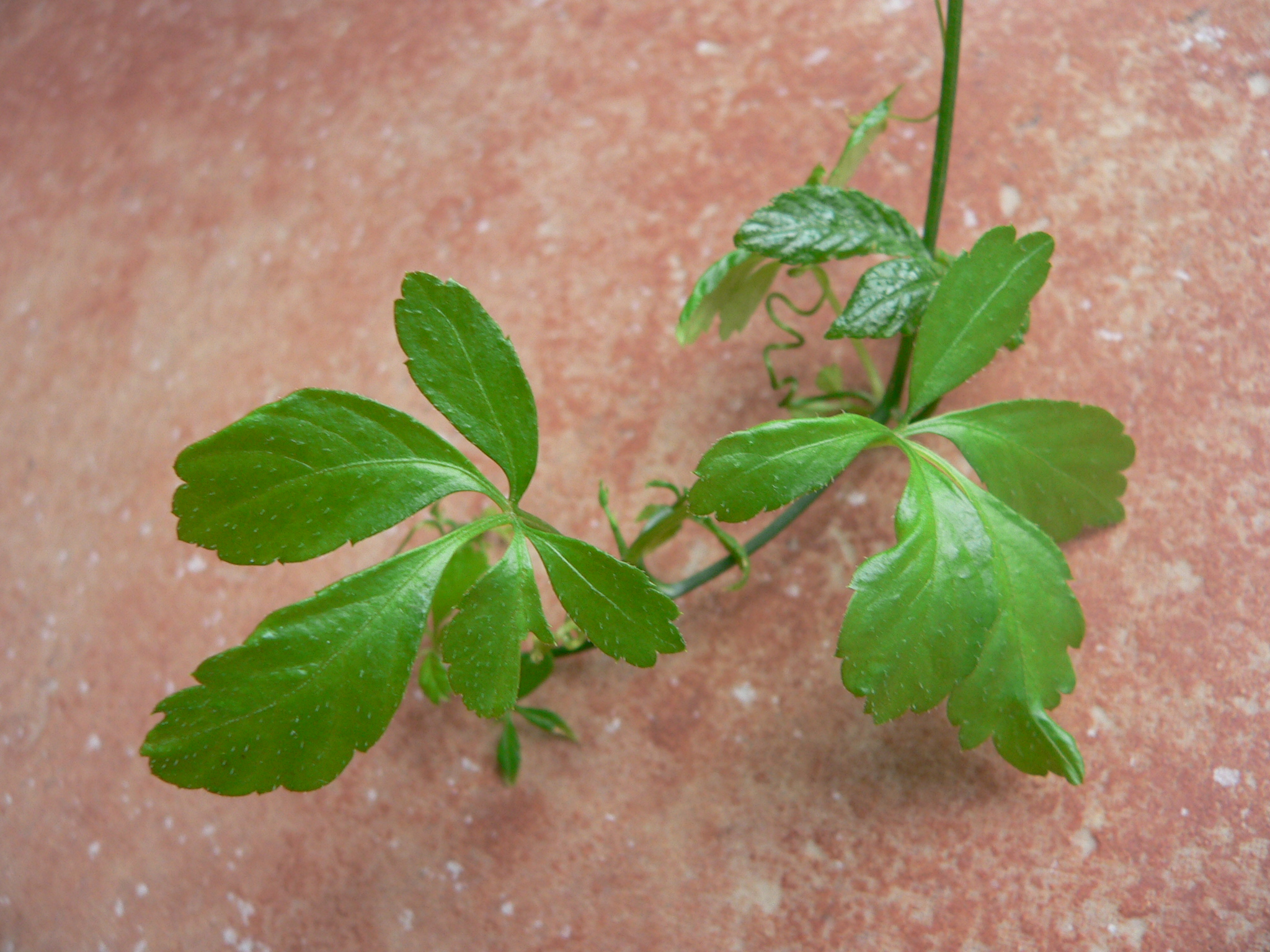
Blad